# شهوة الأجنحة
شهوة الأجنحة، مجموعة نصوص في أدب الرحلات من مؤلفات الشاعرة والكاتبة العربية السورية غادة السمان، صدرت في عام 2006، عن منشورات غادة السمان في بيروت، لبنان.